# Millencolin/Midtown
Millencolin/Midtown är en split-EP med punkrockbanden Millencolin och Midtown, utgiven 28 maj 2001 på brittiska Golf Records. Skivan utgavs på CD och innehöll också tre musikvideor.

## Låtlista
1. Millencolin - "No Cigar"
2. Millencolin - "Black Eye"
3. Millencolin - "Buzzer" (utökad version)
4. Midtown - "Let Go"
5. Midtown - "Get It Together"
6. Midtown - "You Should Know"

### Musikvideor
1. Millencolin - "Fox"
2. Millencolin - "Penguins & Polarbears"
3. Midtown - "Just Rock and Roll"

### Fotnoter
1. ↑  ”Millencolin/Midtown”. Discogs.com. http://www.discogs.com/Millencolin-Midtown-Split-EP/release/2924999. Läst 15 april 2012.